# Gliese 529
Gliese 529 is een oranje dwerg in het sterrenbeeld Virgo, met magnitude van +8,166 en met een spectraalklasse van K6Va. De ster bevindt zich 45,89 lichtjaar van de zon.